# Snow Cake
Pour plus de détails, voir Fiche technique et Distribution.
Snow Cake, ou Plaisirs glacés au Québec, est un film britannico-canadien réalisé par Marc Evans, sorti en 2006.

## Synopsis
Dans un resto-route d'Ontario, Alex Hughes, un homme distant au passé obscur, accepte de conduire Vivienne - une jeune auto-stoppeuse expansive et très insistante - à Wawa (Ontario), une petite ville au bord du Lac Supérieur. Quelques kilomètres plus loin, tandis qu'une amitié se tisse entre ces deux personnages très différents, leur voiture est violemment heurtée par un poids-lourd. Alors qu'Alex s'en sort indemne, Vivianne meurt sur le coup. Alex, bouleversé, poursuit tout de même sa route vers Wawa, pour rencontrer Linda, la mère de Vivianne. Imaginant rencontrer une mère effondrée par le chagrin, il trouve Linda, une femme très communicative quoique autiste, qui semble, à première vue, indifférente à la mort de sa fille.
Alex va rester quelques jours chez Linda avec qui il va apprendre à faire connaissance. Il rencontrera également la voisine Maggie (avec qui il aura une liaison), qui est un peu l'opposé de Linda, ainsi que les parents de Linda. Il va prendre en main l'organisation la journée de cérémonie de funérailles.
On apprendra au cours du film qu'Alex avait lui-même un fils, tué par un chauffard. Et que c'est pour le meurtre de cet homme qu'il a fait de la prison.
Finalement Alex finira par repartir et dire au revoir à toutes ces personnes nouvellement rencontrées.
Il dit à Linda qu'il lui a laissé une suprise dans son congélateur. Après son départ Linda ouvre le congélateur et y trouve : un gateau de neige.

## Fiche technique
- Titre : Snow Cake
- Titre québécois : Plaisirs glacés
- Réalisation : Marc Evans
- Scénario : Angela Pell
- Photographie : Steve Cosens
- Musique : Broken Social Scene
- Pays de production :  Canada,  Royaume-Uni
- Format : Couleurs
- Genre : drame
- Durée : 112 minutes
- Dates de sortie :
  - Royaume-Uni : 8 septembre 2006
  - Canada : 14 septembre 2006
  - France : 31 janvier 2007
  - Belgique : 14 mars 2007

## Distribution
Légende : VF = Version Française[réf. nécessaire] et VQ = Version Québécoise
- Alan Rickman (VQ : Jacques Lavallée) : Alex Hughes
- Sigourney Weaver (VF : Tania Torrens et VQ : Anne Caron) : Linda Freeman
- Carrie-Anne Moss (VQ : Nathalie Coupal) : Maggie
- David Fox (VQ : Hubert Fielden) : Dirk Freeman
- Jayne Eastwood (VQ : Louise Rémy) : Ellen Freeman
- Emily Hampshire (VF : Fanny Roy et VQ : Éveline Gélinas) : Vivienne Freeman
- James Allodi (VQ : François Godin) : Clyde
- Callum Keith Rennie (VQ : Frédéric Paquet) : John Neil

## Commentaire
Pour le réalisateur, Snow Cake est moins un film sur l'autisme (comme pouvait l'être Rainman) qu'un film sur une rencontre atypique au cours de laquelle chacun apporte à l'autre. Alex sortira en effet de ces quelques jours avec Linda transformé à vie, avec un nouveau regard sur les choses et les gens. L'adoption d'un autre regard est en effet une « retombée » courante chez quiconque est confronté de près à l'autisme, et c'est la richesse que peut apporter ce handicap (pas facile à vivre des deux côtés) à celles et ceux qui savent le voir autrement que comme une simple calamité ou punition du destin.
Comme dans Rainman, Snow Cake fourmille de petits détails que reconnaitront instantanément toutes les personnes confrontées à l'autisme : stéréotypies, besoin de contention, alignements d'objets, rituels, « pétages de plombs » pour des faits apparemment anodins, insensibilité apparente... Alex, face à Linda et tous ses comportements étranges, apprendra non seulement à la respecter (ce qu'il fait dès le début. Il n'est pas un monstre, mais simplement un personnage blessé par la vie) mais également à l'apprécier, voire à l'aimer à la manière d'un grand frère.
Les parents de Linda méritent qu'on s'intéresse à eux : ce sont des personnes dignes et ouverts d'esprit. Ils ont appris à accepter et à aimer leur fille telle qu'elle est, et savent remettre à leur place les étroits d'esprits qui cherchent à faire entrer Linda dans leur moule mental. Il y a entre eux et Alex une belle relation qui s'esquisse.
Autre personnage important du film, Maggie, voisine de Linda, belle quadragénaire aux mœurs libres qui nouera avec Alex une relation amoureuse, ou tout au moins affective, forte et régénératrice. Elle est un peu comme un ballon d'oxygène qui permet à Alex de reprendre pied dans la vie « normale » de temps à autre au cours de son séjour chez Linda. Elle va redonner à Alex confiance en lui en tant qu'homme. Personnage qui s'avoue elle-même égoïste, elle a en fait beaucoup à donner, et elle aussi se rapprochera de Linda. Toutes deux sont, chacune à sa façon, des « parias » de ce microcosme provincial, Linda par son handicap, Maggie par sa façon de vivre. Et aucune des deux ne le vit vraiment mal. Elles acceptent ce fait, avec chacune sa philosophie propre.
Marc Evans ne tombe jamais dans le pathos plombant auquel on pourrait s'attendre quand on n'a qu'une connaissance superficielle de l'autisme. Il y a des moments réellement drôles dans le film, tout comme dans la vie réelle d'une personne autiste et de son entourage. Ce n'est pas une tragédie, mais une tranche de vie décisive pour un homme, avec ses joies et ses doutes, ses bonheurs et ses irritations... C'est une leçon de vie comme peuvent en apporter les personnes autistes, quel que soit leur niveau. La mort de Vivianne, la fille de Linda, n'est en ce sens aucunement gratuite : elle permet à Alex d'accéder à un stade supérieur de spiritualité.

## Autour du film
En France, une avant-première ouverte au public fut organisée le mardi 16 janvier 2007, à 20 h 30, au cinéma MK2 Bibliothèque, en présence de Sigourney Weaver.

## Distinctions
Ce film a reçu 4 nominations dans 3 catégories à la 27e cérémonie des Genie Awards en 2007.
- Meilleure actrice (Best actress) : Sigourney Weaver
- Meilleure actrice dans un second rôle (Best supporting actress)  : Emily Hampshire
- Meilleure actrice dans un second rôle (Best supporting actress)  : Carrie-Anne Moss
- Meilleure photographie (Best Cinematography) : Steve Cosens

Cette cérémonie eut lieu le 13 février 2007 (nommés annoncés le 9 janvier 2007) mais récompense des films sortis en 2006.